# Comesperma sphaerocarpum
Comesperma sphaerocarpum är en jungfrulinsväxtart som beskrevs av Joachim Steetz. Comesperma sphaerocarpum ingår i släktet Comesperma och familjen jungfrulinsväxter. Inga underarter finns listade i Catalogue of Life.